# بنفشه اوآهو

 بنفشه اوآهو(نام علمی: Viola oahuensis) نام یک گونه از سرده بنفشه است.